# Gianni Caldana
Giovanni Mariano „Gianni“ Caldana (* 19. November 1913 in Vicenza; † 6. September 1995 in Sirmione) war ein italienischer Leichtathlet.
Caldana gewann bei den Olympischen Spielen 1936 in Berlin gemeinsam mit Orazio Mariani, Elio Ragni und Tullio Gonnelli die Silbermedaille in der 4-mal-100-Meter-Staffel hinter der US-amerikanischen und vor der deutschen Mannschaft. Daneben belegte er im Weitsprung den zwölften Rang, während er im 110-Meter-Hürdenlauf im Vorlauf ausschied. Bei den Leichtathletik-Europameisterschaften 1938 in Paris erreichte er mit der Staffel den vierten Platz.
Gianni Caldana war 1,80 m groß und hatte ein Wettkampfgewicht von 70 kg.